# Heineken Open 1999 - Qualificazioni singolare
Le qualificazioni del singolare  dell'Heineken Open 1999 sono state un torneo di tennis preliminare per accedere alla fase finale della manifestazione. I vincitori dell'ultimo turno sono entrati di diritto nel tabellone principale. In caso di ritiro di uno o più giocatori aventi diritto a questi sono subentrati i lucky loser, ossia i giocatori che hanno perso nell'ultimo turno ma che avevano una classifica più alta rispetto agli altri partecipanti che avevano comunque perso nel turno finale.
Le qualificazioni del torneo Heineken Open 1999 prevedevano 32 partecipanti di cui 4 sono entrati nel tabellone principale.

## Teste di serie
1. Assente
2. Galo Blanco (primo turno)
3. Albert Portas (primo turno)
4. Guillermo Cañas (Qualificato)

1. Steve Campbell (primo turno)
2. Alberto Martín (Qualificato)
3. Laurence Tieleman (Qualificato)
4. Geoff Grant (secondo turno)

## Qualificati
1. André Sá
2. Laurence Tieleman

1. Alberto Martín
2. Guillermo Cañas

## Tabellone

### Legenda
| - Q = Qualificato - WC = Wild card - LL = Lucky loser | - ALT = Alternate - SE = Special Exempt - PR = Protected Ranking | - w/o = Walkover - r = Ritirato - d = Squalificato |

### Sezione 1
|  | Primo turno     | Primo turno     | Primo turno    | Primo turno | Primo turno |  |  | Secondo turno | Secondo turno   | Secondo turno   | Secondo turno   | Secondo turno   |   |   | Ultimo turno | Ultimo turno | Ultimo turno | Ultimo turno | Ultimo turno |  |
|  |                 |                 |                |             |             |  |  |               |                 |                 |                 |                 |   |   |              |              |              |              |              |  |
|  | Mark Nielsen    | Mark Nielsen    | Mark Nielsen   | 7           | 6           |  |  |               |                 |                 |                 |                 |   |   |              |              |              |              |              |  |
|  | Michael Joyce   | Michael Joyce   | Michael Joyce  | 6           | 3           |  |  | Mark Nielsen  | Mark Nielsen    | 4               | 6               | 4               |   |   |              |              |              |              |              |  |
|  | André Sá        | André Sá        | André Sá       | 7           | 6           |  |  | André Sá      | André Sá        | 6               | 3               | 6               |   |   |              |              |              |              |              |  |
|  | James Shortall  | James Shortall  | James Shortall | 6           | 3           |  |  |               |                 |                 |                 |                 |   |   | André Sá     | André Sá     | André Sá     | 7            | 7            |  |
|  | Francisco Costa | Francisco Costa | 7              | 2           | 6           |  |  |               |                 | Francisco Costa | Francisco Costa | Francisco Costa | 5 | 6 |              |              |              |              |              |  |
|  | Iztok Bozic     | Iztok Bozic     | 6              | 6           | 4           |  |  |               | Francisco Costa | 6               | 6               | 6               |   |   |              |              |              |              |              |  |
|  | 8               | Geoff Grant     | 7              | 4           | 6           |  |  | 8             | Geoff Grant     | 7               | 3               | 2               |   |   |              |              |              |              |              |  |
|  |                 | Márcio Carlsson | 6              | 6           | 3           |  |  |               |                 |                 |                 |                 |   |   |              |              |              |              |              |  |

### Sezione 2
|  | Primo turno      | Primo turno       | Primo turno      | Primo turno | Primo turno |  |  | Secondo turno    | Secondo turno     | Secondo turno | Secondo turno     | Secondo turno     |   |   | Ultimo turno | Ultimo turno   | Ultimo turno   | Ultimo turno | Ultimo turno |  |
|  |                  |                   |                  |             |             |  |  |                  |                   |               |                   |                   |   |   |              |                |                |              |              |  |
|  |                  | Wolfgang Schranz  | Wolfgang Schranz | 7           | 7           |  |  |                  |                   |               |                   |                   |   |   |              |                |                |              |              |  |
|  | 2                | Galo Blanco       | Galo Blanco      | 5           | 6           |  |  | Wolfgang Schranz | Wolfgang Schranz  | 6             | 5                 | 1                 |   |   |              |                |                |              |              |  |
|  | Paul Goldstein   | Paul Goldstein    | Paul Goldstein   | 6           | 7           |  |  | Paul Goldstein   | Paul Goldstein    | 2             | 7                 | 6                 |   |   |              |                |                |              |              |  |
|  | David Caldwell   | David Caldwell    | David Caldwell   | 3           | 6           |  |  |                  |                   |               |                   |                   |   |   |              | Paul Goldstein | Paul Goldstein | 3            | 0            |  |
|  | Christian Vinck  | Christian Vinck   | 4                | 6           | 7           |  |  |                  |                   | 7             | Laurence Tieleman | Laurence Tieleman | 6 | 6 |              |                |                |              |              |  |
|  | Álex López Morón | Álex López Morón  | 6                | 3           | 6           |  |  |                  | Christian Vinck   | 7             | 4                 | 5                 |   |   |              |                |                |              |              |  |
|  | 7                | Laurence Tieleman | 4                | 6           | 6           |  |  | 7                | Laurence Tieleman | 6             | 6                 | 7                 |   |   |              |                |                |              |              |  |
|  |                  | Harel Levy        | 6                | 4           | 3           |  |  |                  |                   |               |                   |                   |   |   |              |                |                |              |              |  |

### Sezione 3
|  | Primo turno        | Primo turno                | Primo turno   | Primo turno | Primo turno |  |  | Secondo turno              | Secondo turno              | Secondo turno              | Secondo turno  | Secondo turno |   |   | Ultimo turno | Ultimo turno       | Ultimo turno | Ultimo turno | Ultimo turno |  |
|  |                    |                            |               |             |             |  |  |                            |                            |                            |                |               |   |   |              |                    |              |              |              |  |
|  |                    | Salvador Navarro-Gutierrez | 4             | 6           | 6           |  |  |                            |                            |                            |                |               |   |   |              |                    |              |              |              |  |
|  | 3                  | Albert Portas              | 6             | 3           | 4           |  |  | Salvador Navarro-Gutierrez | Salvador Navarro-Gutierrez | Salvador Navarro-Gutierrez | 1              | 2             |   |   |              |                    |              |              |              |  |
|  | Juan Ignacio Chela | Juan Ignacio Chela         | 6             | 6           | 6           |  |  | Juan Ignacio Chela         | Juan Ignacio Chela         | Juan Ignacio Chela         | 6              | 6             |   |   |              |                    |              |              |              |  |
|  | Luis Morejon       | Luis Morejon               | 3             | 7           | 1           |  |  |                            |                            |                            |                |               |   |   |              | Juan Ignacio Chela | 3            | 6            | 6            |  |
|  | Tomas Behrend      | Tomas Behrend              | Tomas Behrend | 6           | 6           |  |  |                            |                            | 6                          | Alberto Martín | 6             | 2 | 7 |              |                    |              |              |              |  |
|  | Ville Liukko       | Ville Liukko               | Ville Liukko  | 1           | 3           |  |  |                            | Tomas Behrend              | 4                          | 6              | 4             |   |   |              |                    |              |              |              |  |
|  | 6                  | Alberto Martín             | 6             | 3           | 6           |  |  | 6                          | Alberto Martín             | 6                          | 2              | 6             |   |   |              |                    |              |              |              |  |
|  |                    | Andres Zingman             | 3             | 6           | 2           |  |  |                            |                            |                            |                |               |   |   |              |                    |              |              |              |  |

### Sezione 4
|  | Primo turno      | Primo turno         | Primo turno      | Primo turno | Primo turno |  |  | Secondo turno       | Secondo turno       | Secondo turno   | Secondo turno | Secondo turno |   |   | Ultimo turno | Ultimo turno    | Ultimo turno    | Ultimo turno | Ultimo turno |  |
|  |                  |                     |                  |             |             |  |  |                     |                     |                 |               |               |   |   |              |                 |                 |              |              |  |
|  | 4                | Guillermo Cañas     | Guillermo Cañas  | 7           | 6           |  |  |                     |                     |                 |               |               |   |   |              |                 |                 |              |              |  |
|  |                  | Markus Hantschk     | Markus Hantschk  | 6           | 2           |  |  | 4                   | Guillermo Cañas     | Guillermo Cañas | 7             | 6             |   |   |              |                 |                 |              |              |  |
|  | Edwin Kempes     | Edwin Kempes        | Edwin Kempes     | 6           | 6           |  |  |                     | Edwin Kempes        | Edwin Kempes    | 6             | 4             |   |   |              |                 |                 |              |              |  |
|  | James Greenhalgh | James Greenhalgh    | James Greenhalgh | 3           | 4           |  |  |                     |                     |                 |               |               |   |   | 4            | Guillermo Cañas | Guillermo Cañas | 6            | 6            |  |
|  | Brian MacPhie    | Brian MacPhie       | Brian MacPhie    | 7           | 6           |  |  |                     |                     |                 | Brian MacPhie | Brian MacPhie | 4 | 0 |              |                 |                 |              |              |  |
|  | Mark Thompson    | Mark Thompson       | Mark Thompson    | 5           | 1           |  |  | Brian MacPhie       | Brian MacPhie       | 6               | 1             | 6             |   |   |              |                 |                 |              |              |  |
|  |                  | Oscar Serrano-Gamez | 0                | 6           | 6           |  |  | Oscar Serrano-Gamez | Oscar Serrano-Gamez | 3               | 6             | 3             |   |   |              |                 |                 |              |              |  |
|  | 5                | Steve Campbell      | 6                | 3           | 4           |  |  |                     |                     |                 |               |               |   |   |              |                 |                 |              |              |  |